# Tour d'Andalousie féminin
Le Tour d'Andalousie féminin (Vuelta Andalucia - Ruta del Sol) est une course cycliste par étapes féminine qui se tient tous les ans en Espagne. La course est la version féminine du Tour d'Andalousie. Créée en 2022, elle intègre le Calendrier international féminin UCI, en classe 2.1.

## Palmarès
| Année | Vainqueur       | Deuxième              | Troisième           |
| ----- | --------------- | --------------------- | ------------------- |
| 2022  | Arlenis Sierra  | Mavi García           | Ricarda Bauernfeind |
| 2023  | Katrine Aalerud | Mie Bjørndal Ottestad | Tamara Dronova      |
| 2024  | Mavi García     | Silke Smulders        | Ella Wyllie         |
| 2025  |                 |                       |                     |